# 디오 매딘

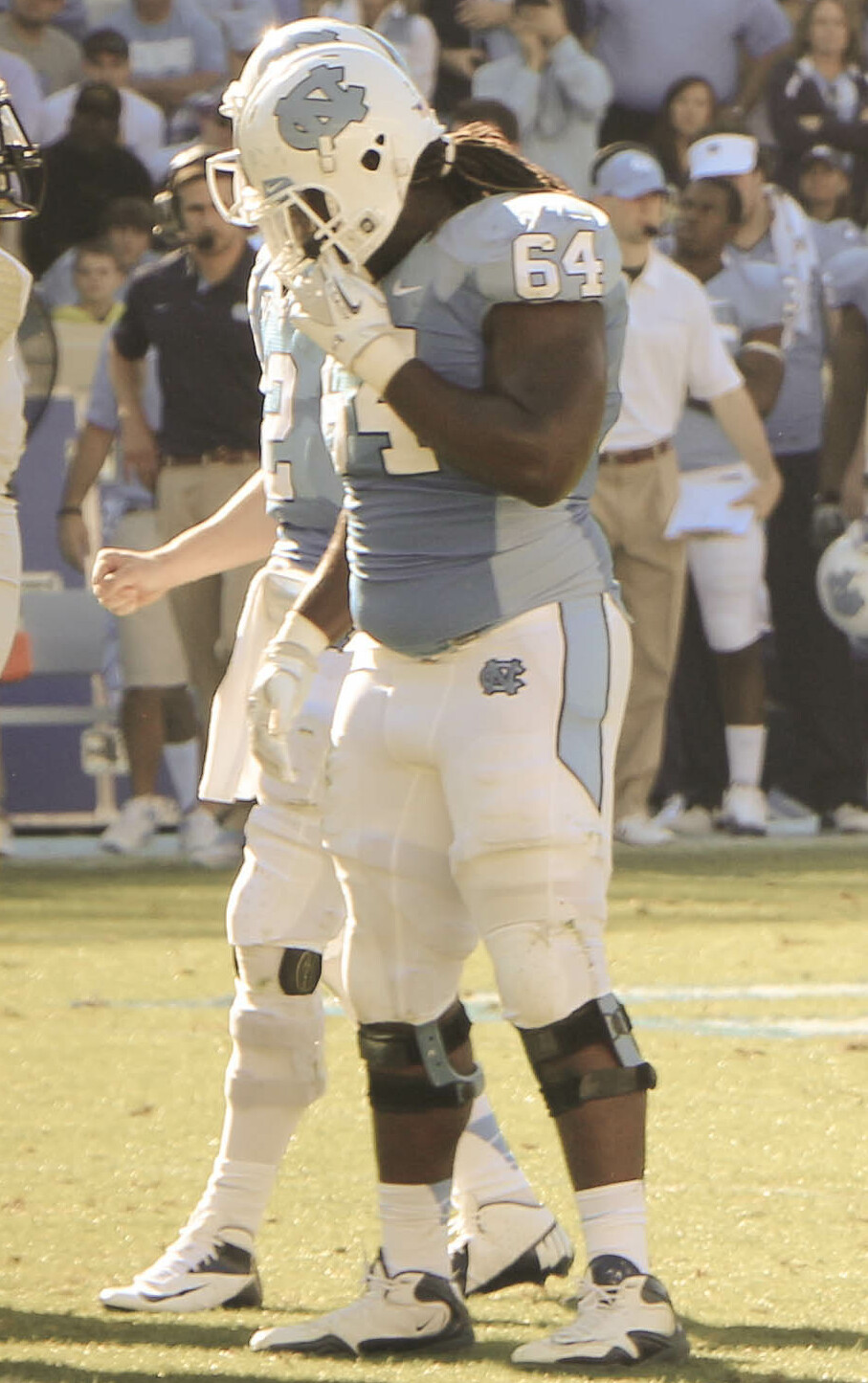

디오 매딘(Dio Maddin, 1990년 2월 5일 ~ )은 브레넌 윌리엄스(Brennan Williams)라는 있는데 본명이 브레넌 마르셀 윌리엄스(Brennan Marcel Williams)다. 남자 미국의 프로레슬링선수다. 키는 206cm(6 ft 9 in)에다가 몸무게는 131kg(288 lb)나간다. 2016년 프로레슬링 입문했고 피니쉬는 크루엘 엔젤스 테시스(싯이웃 파이어맨즈 캐리 파워슬램), 점핑 카프 킥, 니코 니코 니(런닝 하이 니), 싯아웃 투-핸드 초크슬램으로 사용을 한다 현재 WWE 스테이블 레트리뷰션이라는 활동을 하고 WWE 링네임이 메이스(Mace)라는 가지고 있다가 2022년 9월 2일 ~ 2023년 9월 21일 까지는 WWE 링네임이 마세(ma.çé)라는 가지고 있다가 2023년 9월 21일 WWE 해고를 당하게 된다.

## Professional wrestling highlights
- Finishing moves
  - Cruel Angel's Thesis (Sitout fireman's carry powerslam) - 2016-present
  - Jumping calf kick - 2021
  - Nico-Nico Knee (Running high knee) - 2016-present
  - Sitout two-handed chokeslam - 2021
- Signature moves
  - Body slam
  - Jumping elbow drop
  - Multiple back elbow smash variations
    - Corner
    - Jumping
    - Reverse
    - Spinning

  - Multiple high knee variations
    - Diving
    - Corner
    - Jumping
    - Springboard

  - Rolling spear
  - Spinning side slam
  - Two-handed mat slam
  - Uppercut
  - Vertical suplex
- With T-Bar
  - Finishing moves
    - Double sitout chokeslam

  - Signature moves
    - Double delayed vertical suplex
    - Double flapjack
- Manager
  - Max Dupri
- Nicknames
  - "The Shogun of ROW"
  - "The Sultan of Sit"
- Entrance themes
  - "Welcome to Chaos" by CFO$ (WWE; 2020-2021; used as a member of the Retribution and paired with T-Bar)
  - "How Ya Like Me Now" by Def Rebel (WWE; 2022-2023; used as a member of the Maximum Male Models)

## 수상
- 랭크드 넘버 211 오브 더 탑 500 싱글즈 레슬링 인 더 PWI 500 2021
- 쿠거 어워드 (2020) - 파트 오브 레트리뷰션
- 워스트 기믹 (2022) - 멕시멈 메일 모델스

## 기타
- 부커 티의 제자이다.
- 에디 게레로 & 그레이트 무타의 팬이다.
- WWE에서 사용하고 있는 디오 매딘의 링네임의 유래는 죠죠의 기묘한 모험의 DIO에서 따왔고 디오 매딘 본인도 죠죠의 기묘한 모험의 팬이다.